# Landschaftsschutzgebiet lhmser Bruch / Grund
Das Landschaftsschutzgebiet Ihmser Bruch / Grund mit 32 ha Flächengröße liegt südöstlich von Erder im Gemeindegebiet von Kalletal. Es wurde 1995 mit dem Landschaftsplan Nr. 4 Kalletal durch den Kreistag des Kreises Lippe erstmals als Landschaftsschutzgebiet (LSG) ausgewiesen. 2004 erfolgte die erneute Ausweisung durch den Kreistag mit dem geänderten Landschaftsplan. Das LSG geht im Nordosten bzw. Osten bis zur L 781.

## Beschreibung
Das Landschaftsschutzgebiet umfasst den Waldbereich Ihmser Bruch und einen Siek-Grund. Im LSG liegt ein Eichen-Buchen-Altholzbestand, der lokal in einen feuchten Eichen-Hainbuchenwald übergeht. Im Wald verläuft ein Bach mit schmaler Aue. Kleine nassere Bereiche befinden sich in der Nähe der Quellaustritte und in der Bachaue. Im Wald des LSG befindet sich der Friedwald Kalletal. Der nördliche und nordwestliche Bereich gehört zum Siekbereich. Der Siekbereich wird in unterschiedlicher Intensität als Grünland genutzt. Nahe des Hofbereiches stehen Obstbäume, im südlichen Siekbereich prägen Hecken das Landschaftsbild. Auf einer Hangkante stockt ein unterschiedlich breiter, stellenweise mit Alteichen bestandener Gehölzstreifen.

## Schutzzwecke für das LSG
Laut Landschaftsplan erfolgte die Ausweisung des LSG
- „zur Erhaltung und Wiederherstellung der Leistungsfähigkeit des Naturhaushaltes in ökologisch besonders wertvoll strukturierten Bereichen mit Wasser-, Klima- und Biotopschutzfunktionen,“
- „zur Erhaltung und Wiederherstellung von Quellbereichen und naturnahen Fließgewässern, Grünland und naturnahen Waldbereichen unterschiedlicher Feuchtestufen, Feldgehölzen, Hecken und Obstwiesen,“
- „zur Erhaltung morphologisch ausgeprägter Bereiche zur Sicherung der landschaftlichen Eigenart und Vielfalt für die Erholung,“
- „zur Erhaltung wertvoller Biotopkomplexe aus Wald-Gründlandbereichen, Fließgewässern und Quellen mit wichtigen Trittstein- und Vernetzungsfunktionen,“
- „zur Erhaltung und Wiederherstellung wichtiger Rückzugsräume für die bedrohte Tier- und Pflanzenwelt,“
- „zur Sicherung der das Orts- und Landschaftsbild gliedernden und belebenden und die dörflichen Siedlungsstrukturen prägenden Freiraumelemente.“[1]

## Rechtliche Vorschriften
Im Landschaftsschutzgebiet ist unter anderem das Errichten von Bauten und das Anlegen von Fischteichen verboten.